# T-Seven

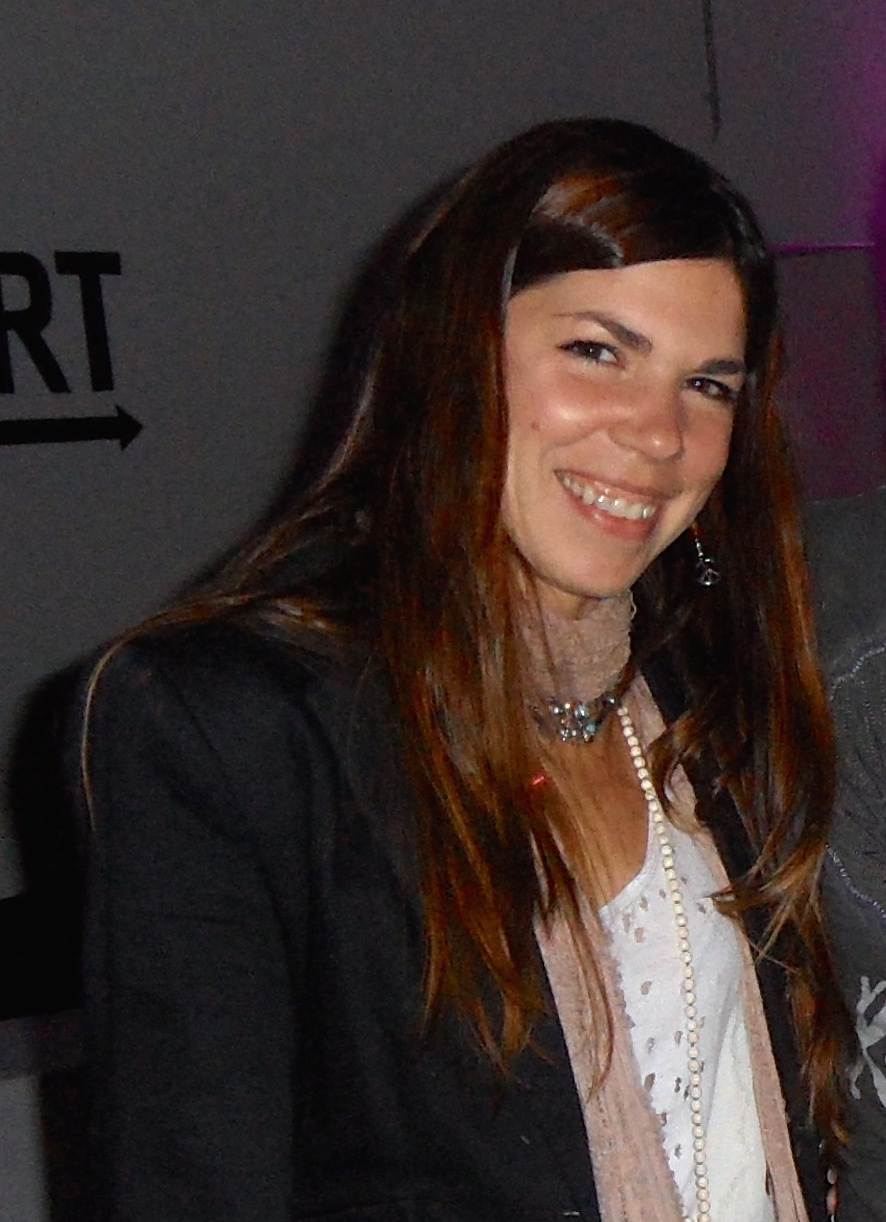
T-Seven (2014)

T-Seven (bürgerlich Judith Buthmann, geborene Hinkelmann; * 26. Oktober 1976 in Bremen) ist eine deutsche Sängerin und Moderatorin, die als eine der Sängerinnen der Band Mr. President bekannt wurde. Sie ist auch unter ihrem Künstlernamen Judith Hildebrandt bekannt, unter dem sie unter anderem ihre Radiosendung Soundcheck bei Energy Bremen moderiert.
Ihr Künstlername T-Seven ergibt sich aus ihrer Vorliebe für Techno-Musik und Kleidung der 1970er Jahre.

## Werdegang
Judith Hinkelmann hat bereits in jungen Jahren getanzt. Sie folgte den Fußstapfen ihrer Mutter, einer klassischen Balletttänzerin, und wurde im Alter von fünf Jahren an der Ballettschule Royal Dance Academy zugelassen. Später lernte sie noch Lateinamerikanische und Standard-Tänze.
Erste Erfolge erzielte Hinkelmann mit 14 Jahren als Tänzerin des Techno-Projekts Satellite 1 der DJs Jens Neumann und Kai Matthiesen, welche die Band produzierten. Zusammen mit der zweiten Tänzerin Daniela Haak und einem Rapper trat die Band deutschlandweit in Diskotheken auf. Der Titel Enterprise Techno wurde 1991 als Hintergrundmusik für die TV-Trailer von Raumschiff Enterprise auf Sat.1 verwendet, die Folgesingle Young Indy wurde 1992 die Titelmusik der Sat.1-Serie Die Abenteuer des jungen Indiana Jones.
Nach zwei Jahren erfolgte eine Neuausrichtung der Gruppe und die Mädchen erhielten einen neuen Rapper (Sir Prophet) zur Seite gestellt, außerdem wurde die Band in Mr. President umbenannt. T-Seven begann Gesangsunterricht zu nehmen. Nachdem sie bei einem Soundcheck Tom’s Diner von Suzanne Vega sang, kam ihre Gesangseinlage so gut an, dass sie die Hauptstimme von Mr. President wurde. Nach dem ersten Charterfolg 1994 musste Sir Prophet wegen interner Unstimmigkeiten das Projekt verlassen und wurde nach kurzer Zeit durch den Rapper Lazy Dee ersetzt.
Zusammen mit Mr. President verkaufte sie Millionen an Tonträgern und erhielt zahlreiche Auszeichnungen und Musikpreise.
Im Juni 1998 zierte T-Seven gemeinsam mit ihrer Bandkollegin Lady Danii das Titelbild des deutschen Playboys.
Nach dem Album Space Gate verließ T-Seven im Februar 2000 die Band und startete eine Solo-Karriere. Im März 2000 veröffentlichte sie in Zusammenarbeit mit Marvin Mc Kay die Single Ohne dich (schlaf ich heut Nacht nicht ein). Im März 2001 erschien ihre erste Solo-Single Hey Mr. President, welche von Thomas Anders produziert wurde. Im September 2001 folgte die zweite Solo-Single Passion und 2003 die Single Copa Cabana.
Zur IFA 2006 veröffentlichte T-Seven mit dem Musikprojekt Lunanova eine Neuinterpretation des Liedes Let the Music Play.
Seit 2006 arbeitet sie als Radiomoderatorin bei Energy Bremen. 2011 wirkte sie bei einer Folge von Das perfekte Promi-Dinner mit.
Unter dem Bandprojekt Judy & The Fish Town Cowboys wurde 2010 eine Country-Version von Scooters How Much Is the Fish? veröffentlicht. Seit 2014 präsentiert sie auf ihren Konzerten unplugged Hits aus den 90er Jahren als Akustik-Versionen.
2023 arbeitete sie als Pferdetrainerin und Reitlehrerin.
Am 13. November 2024 machte Buthmann ihre Erkrankung an Endometriose öffentlich.

## Diskografie

### Solo-Singles
- 2001: Hey Mr. President
- 2001: Passion
- 2003: Copa Cabana
- 2010: How Much Is the Fish? – Judy & The Fish Town Cowboys

### Gast-Beiträge
- 2000: Ohne dich (schlaf’ ich heut Nacht nicht ein) – mit Marvin Mc Kay
- 2006: Let the Music Play – mit Lunanova